# NGC 5881
NGC 5881 = IC 1100 ist eine Spiralgalaxie mit ausgedehnten Sternentstehungsgebieten vom Hubble-Typ Scd im Sternbild Drache am Nordsternhimmel. Sie ist schätzungsweise 301 Millionen Lichtjahre von der Milchstraße entfernt und hat einen Durchmesser von etwa 70.000 Lichtjahren. 
Die Typ-Ib-Supernova SN 2011br wurde hier beobachtet.
Das Objekt wurde am 26. April 1789 von William Herschel (als NGC aufgeführt) und am 22. Juni 1889 von Lewis Swift entdeckt (als IC gelistet).